# 迪烏納
迪烏納（法語：Diouna），是馬里的城鎮，位於該國西南部，由塞古區的塞古省負責管轄，處於塞古以東49公里，面積175平方公里，2009年人口9,244，人口密度每平方公里53人。